# Seán Russell
Ne doit pas être confondu avec Sean Russell.
Seán Russell (13 octobre 1893 - 14 août 1940) est un militant républicain irlandais, membre de l'Armée républicaine irlandaise pendant la guerre d'indépendance irlandaise puis chef d'État-major de la fraction de l'IRA opposée à la division de l'Irlande en 1922 jusqu'à sa mort dans un sous-marin allemand au début de la Seconde Guerre mondiale. 

## Pendant la lutte pour l'indépendance
Né à Fairview à Dublin, Seán Russell a 20 ans lorsqu'il rejoint la milice nationaliste des Irish Volunteers lors de sa création fin 1913. Il participe à l'insurrection des Pâques sanglantes de 1916 en tant qu'officier du deuxième bataillon de la brigade de Dublin sous les ordres de Thomas MacDonagh. À la suite de la répression, il est emprisonné quelque temps en Angleterre. Après le début de la guerre d'indépendance irlandaise, il devient membre de l'état-major de l'IRA puis responsable des munitions en 1920.

## Ascension politique
Opposé au traité anglo-irlandais et à la partition de l'Irlande, Russell est un partisan de la poursuite et l'intensification de la lutte contre l'Angleterre. En 1926, il part en mission pour acheter des armes à l'URSS. De 1927 à 1936, il devient responsable de l'armement de l'IRA. De 1932 à 1936, il séjourne aux États-Unis pour obtenir des soutiens logistiques, financiers et politiques.
En 1936, il planifie avec Joseph McGarrity une série d'attentats sur le sol anglais. De retour en Irlande l'année suivante, il prend la tête de l'IRA en prônant une ligne radicale et offensive. Devenu chef d'état-major, il convainc la direction de multiplier les attentats à l'explosif et de rechercher une alliance avec l'Allemagne nazie.

## Le S-Plan (campagne de sabotage)
En 1938, Russell lance un ultimatum à Londres en exigeant le départ de l'armée britannique présente en Irlande du Nord. En janvier 1939, le délai expiré, l'IRA auto-proclamée seul gouvernement légitime de l'Irlande déclare la guerre à l'Angleterre. Quelques jours plus tard, huit attentats à l'explosif sont organisés simultanément à Londres, Birmingham, Manchester et Liverpool. De 1939 à 1941, des centaines d'attentats ont lieu en Angleterre, entre autres dans les grandes gares londoniennes de King’s Cross et de Victoria.

## Alliance avec l'Allemagne nazie et mort
En 1940, après le report de leurs plans d'invasion outre-manche, opération Seelöwe et opération Grün (en), la Wehrmacht et l'Abwehr souhaitent soutenir une nouvelle guerre irlandaise contre le Royaume-Uni. Pour ce faire, le ministre des affaires étrangères du Reich Joachim von Ribbentrop et le chef de l'Abwehr l'amiral Wilhelm Canaris rencontrent Seán Russell et préparent une alliance concrète comprenant plusieurs opérations militaires combinées dont le déclenchement est prévu pour novembre 1940. Russel obtient du matériel de transmission, des armes de guerre et des explosifs. Avec l'opération Arthur, l'Abwehr envoie plusieurs agents soutenir l'IRA en Irlande et en Grande-Bretagne.
En août 1940, Russell rentre de Berlin vers l'Irlande à bord d'un U-boot allemand (le Unterseeboot 65, opération Taube (en) ou « Colombe ») lorsqu'il décède brutalement après s'être plaint de maux de ventre, les opérations qu'il avait planifiées en tant que chef d'état-major de l'IRA sont alors en partie compromises.

## Mémorial et controverses sur le passé de Seán Russell
Une statue érigée en mémoire de Seán Russell à Fairview Park, Dublin, a été plusieurs fois l'objet de vandalisme, en raison des liens de celui-ci avec le pouvoir nazi au tout début de la Seconde Guerre mondiale,. 